# Intercambio de prisioneros ruso-estadounidense de 2024

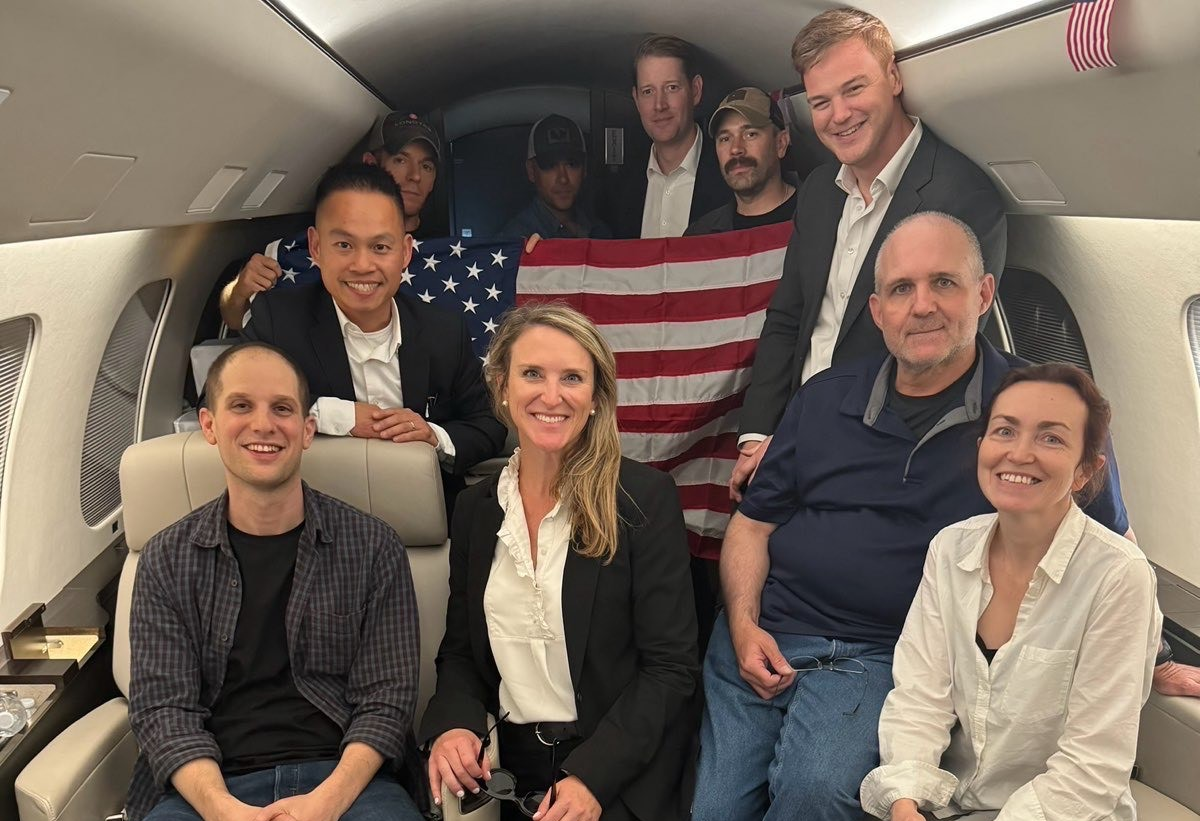
Estadounidenses liberados en su vuelo de regreso a Estados Unidos

El 1 de agosto de 2024, ocurrió el mayor intercambio de prisioneros desde el final de la Guerra Fría, con la liberación de 26 personas. Rusia y Bielorrusia liberaron a dieciséis detenidos, mientras que Estados Unidos, Alemania, Polonia, Eslovenia y Noruega liberaron conjuntamente a ocho detenidos y a dos menores. Entre los liberados se encontraban Evan Gershkovich, un reportero del Wall Street Journal, y Paul Whelan, un ex marino estadounidense, que habían sido condenados cada uno a 16 años de prisión por espionaje. El intercambio de prisioneros tuvo lugar en el aeropuerto de Ankara Esenboğa en Turquía. Ocho prisioneros y los dos hijos de la pareja Dúltsev fueron transferidos a Rusia, trece fueron trasladados a Alemania, y tres fueron traspasados a los Estados Unidos.

## Antecedentes

### Evan Gershkovich
El 29 de marzo de 2023, el departamento de contrainteligencia del Servicio Federal de Seguridad (FSB) ruso detuvo a Gershkovich en Ekaterinburgo mientras estaba en un viaje de reportaje por tener información sobre una «entidad de defensa rusa». Según los funcionarios estadounidenses, el conductor de Gershkovich lo dejó en un steakhouse a las cuatro de la tarde y dos horas después, su teléfono se apagó. El Wall Street Journal contrató a un abogado para encontrarlo en la sede del FSB pero no pudo localizarlo. El Kremlin aprobó su detención horas después. Dmitri Peskov, secretario de prensa del presidente ruso Vladímir Putin, dijo que fue «atrapado con las manos rojas», pero no pudo dar más detalles. Fue trasladado a Moscú, donde un tribunal de distrito lo arrestó formalmente hasta el 29 de mayo. Luego fue llevado a la prisión Lefórtovo, un centro de detención utilizado por la Unión Soviética para detener a disidentes soviéticos. Fue acusado formalmente el 7 de abril. El embajador de los Estados Unidos en Rusia, Lynne M. Tracy, se reunió con Gershkovich el 17 de abril y escribió que está «en buena salud y sigue siendo fuerte».
Gershkovich apeló su arresto el 3 de abril. Un juez negó su apelación y rechazó una oferta de la editorial Dow Jones de The Wall Street Journal para publicar un bono de 50.000.000 ₽ (US$600.000). Los abogados de Gershkovich dijeron que estaba leyendo Guerra y Paz de León Tolstói y viendo espectáculos de cocina en la cocina del monasterio. En una carta manuscrita del 5 de abril obtenida por The Wall Street Journal, Gershkovich dijo que no estaba «perdiendo la esperanza». El 18 de abril apareció en el tribunal de la ciudad de Moscú para apelar su detención previa al juicio. Un tribunal de Moscú extendió su detención hasta el 30 de agosto del 23 de mayo, donde los padres de Gershkovich se encontraron con él. Él apeló la prórroga el 26 de mayo; un tribunal de Moscú rechazó la apelación el 22 de junio. Tracy se reunió con Gershkovich el 3 de julio.

## Intercambio de prisioneros

### Negociaciones y preparación
La vicepresidenta Kamala Harris se reunió con el canciller alemán Olaf Scholz y el primer ministro esloveno Robert Golob por separado durante la Conferencia de Seguridad de Múnich en febrero de 2024 para discutir en privado las negociaciones. Durante un posterior viaje de Scholz a Washington D. C., los gobiernos alemán y estadounidense comenzaron a trabajar en cómo negociar un acuerdo que incluiría la liberación del líder de la oposición rusa Alekséi Navalni. Después de la muerte de Navalni más tarde ese mes —explicado por sus aliados como un asesinato para impedir el intercambio— la propuesta se volvió a centrar en otros prisioneros.
El 21 de julio, el presidente estadounidense Joe Biden llamó al primer ministro esloveno Robert Golob para obtener los perdones necesarios para dos espías rusos detenidos en el país que debían ser intercambiados como parte del intercambio.
En los días previos al intercambio, tres rusos fueron transferidos de instalaciones operadas por la Oficina de Prisiones de los EE. UU. al Servicio de Mariscales de los Estados Unidos. Según la Dirección de Comunicaciones turca, Turquía actuó como mediadora.

### Personas liberadas
Veinticinco personas, entre ellas dos menores, los hijos de Artiom Dúltsev y Anna Dúltseva, fueron liberadas. Marc Fogel y Ksenia Karelina no fueron incluidos como parte del intercambio.Las personas que regresan a Rusia fueron detenidos en varios países: Estados Unidos, Alemania, Eslovenia, Polonia y Noruega.

##### Liberados por Rusia y Bielorrusia

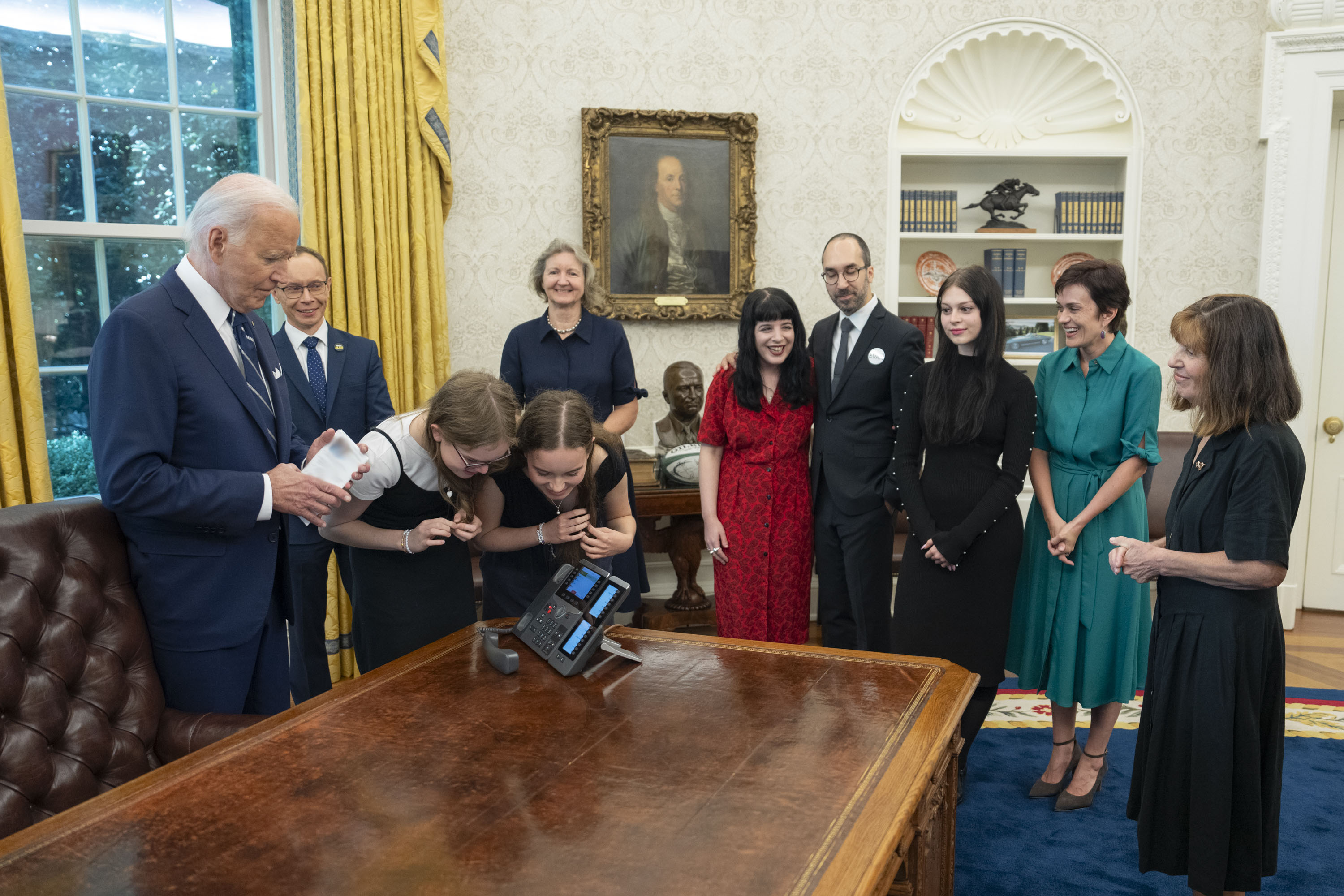
El presidente de Estados Unidos, Joe Biden, y familiares de los prisioneros liberados hablan con ellos por teléfono en la Oficina Oval

- Evan Gershkovich, un periodista estadounidense acusado de espionaje, fue condenado en 2024 y condenado a 16 años de prisión.[24]
- Paul Whelan, un ejecutivo de seguridad corporativa estadounidense y ex marino estadounidense acusado de espionaje, fue condenado en 2020 y sentenciado a 16 años de prisión.[24]
- Alsu Kurmásheva, una doble ciudadana ruso-estadounidense y periodista acusada de no presentarse como «agente extranjero» y de «difundir información falsa sobre el ejército ruso», fue condenada en 2024 y sentenciada a 6 años y medio de prisión.[24]
- Rico Krieger, un técnico médico de emergencia alemán de la Cruz Roja Alemana condenado en Bielorrusia por cargos de terrorismo en 2024 y condenado a muerte.[24]
- Vladímir Kará-Murzá, un doble ciudadano ruso-británico y prominente político de la oposición rusa, fue condenado en 2023 por traición y otros cargos, y condenado a 25 años de prisión.[24]
- Iliá Yashin, un prominente político de la oposición rusa, fue condenado en 2022 por «difundir información falsa sobre el ejército ruso» y sentenciado a 8 años y medio de prisión.[24]
- Oleg Orlov, un veterano activista de derechos humanos condenado por «desacreditar al ejército ruso» y condenado a dos años y medio de prisión.[24]
- Aleksandra Skochilenko, artista y autora condenada por «difundir información falsa sobre el ejército ruso» y sentenciada a 7 años de prisión.[24]
- Lilia Chánysheva, ex coordinadora de la oficina regional de la sede de la Fundación Anticorrupción de Alekséi Navalni en Ufá, fue condenada por «extremismo» y sentenciada a 9 años y medio de prisión.[24]
- Ksenia Fadéieva, ex coordinadora de la oficina regional de Tomsk de la sede de la Fundación Anticorrupción de Alekséi Navalni fue condenada por «extremismo» y sentenciada a 9 años de prisión.[24]
- Vadim Ostanin, un antiguo coordinador de la oficina regional de Barnaúl de la sede de la Fundación Anticorrupción de Alekséi Navalni condenado por «extremismo» y sentenciado a 9 años de prisión.[24]
- Andréi Pivovárov, exjefe del grupo de oposición Open Russia fue condenado en 2022 por llevar a cabo actividades de una organización “indeseable” y condenado a 4 años de prisión.[24]
- Demuri Voronin, doble nacional ruso-alemán, científico político condenado por traición en 2023 y condenado a 13 años y tres meses de prisión. Fue implicado en el juicio de la traición de Iván Safrónov, quien supuestamente le transmitió información sobre las actividades militares rusas, que Voronin supuestamente entonces dio a la inteligencia alemana.[24]
- Kevin Lick, un estudiante de doble nacionalidad ruso-alemana y de secundaria arrestado en el sur de Rusia en 2023 y acusado de tomar fotos de una unidad militar y enviarlas a un “representante de un Estado extranjero”, fue condenado por traición y condenado a 4 años de prisión.[24]
- Patrick Schoebel, un nacional alemán arrestado en febrero de 2024 en el aeropuerto de Púlkovo por cargos de narcotráfico derivados de la posesión de goma de mascar de cannabis.[24]
- Herman Moyzhes, doble nacional ruso-alemán, abogado de inmigración arrestado en mayo de 2024 en San Petersburgo y acusado de traición.[24]

#### Ciudadanos rusos liberados por los países occidentales

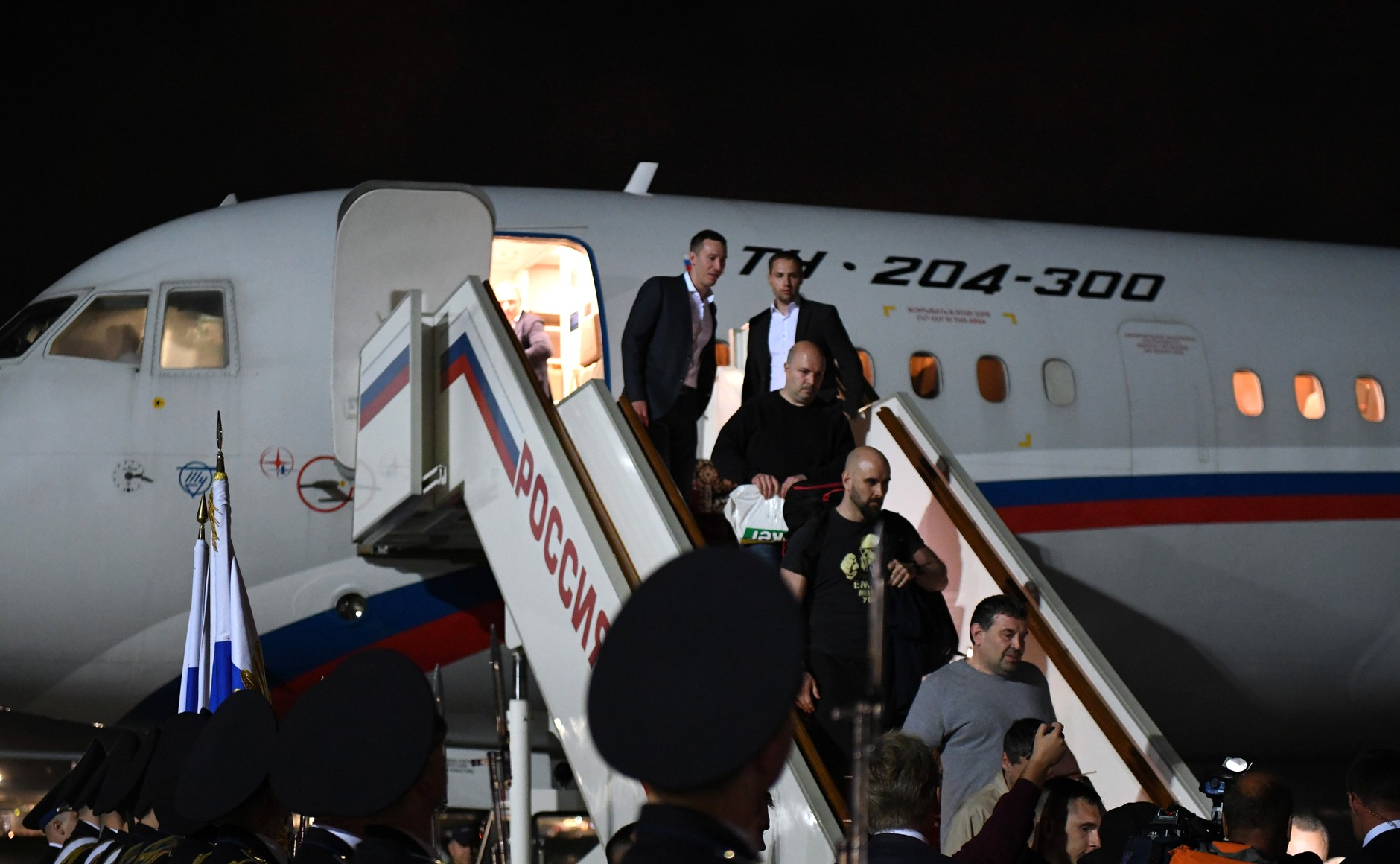
Vladímir Putin recibe, en el aeropuerto de Vnúkovo, a los ciudadanos rusos liberados

- Vadim Krásikov, fue condenado por matar a tiros a Zelimján «Tornike» Kavtarashvili, un ciudadano georgiano de origen checheno, en un parque de Berlín. Según los jueces alemanes fue un asesinato ordenado por los servicios de seguridad rusos, fue condenado a cadena perpetua.[24]
- Artiom Dúltsev y Anna Dúltseva, marido y mujer, fueron detenidos por cargos de espionaje en Liubliana (Eslovenia) en 2022, se declararon culpables y fueron condenados a 19 meses de prisión, quedaron en libertad después de haber cumplido su condena.[24][28]
- Mijaíl Mikushin, fue arrestado en Noruega en 2022 por cargos de espionaje. Estaba en Noruega con una identidad falsa mientras trabajaba para el servicio de inteligencia ruso, según dijeron investigadores noruegos.[24]
- Román Selezniov, condenado en los Estados Unidos en 2017 por hackear en más de 500 empresas y robar millones de números de tarjetas de crédito, que luego vendió en sitios web. Fue sentenciado a 27 años de prisión.[24]
- Vladislav Kliushin, fue condenado en Boston en 2023 por cargos que incluyen fraude electrónico y fraude de valores en un plan de casi 100 millones de dólares que se basó en información secreta sobre ganancias robada mediante piratería informática en redes estadounidenses.[24]
- Vadim Konoschiónock, un supuesto oficial del Servicio Federal de Seguridad de Rusia fue extraditado a Estados Unidos desde Estonia acusado de cargos de contrabando de municiones y tecnología de doble uso para ayudar a la guerra de Moscú en Ucrania.[24]
- Pablo González Yagüe, también conocido como Pável Rubtsov, periodista que trabajaba para medios españoles, fue arrestado acusado de espionaje en el este de Polonia, cerca de la frontera con Ucrania. La Agencia de Seguridad Interna de Polonia lo identificó como un agente de inteligencia ruso. Estuvo detenido más de dos años sin que la fiscalía polaca presentara cargos.[24][29][30]